# الاتحاد السعودي لكرة اليد
الاتحاد السعودي لكرة اليد، هو الجهة الراعية لرياضة كرة اليد في المملكة العربية السعودية، يرأسه ،اضل علي النمر وتشرف عليه وزارة الرياضة، تأسس في عام 1975، حقق الاتحاد الكثير من الانجازات على المستوى المحلي والدولي، فقد وصلت المنتخب السعودي لكرة اليد لكأس العالم في 9 أعوام ( 1997 - 1999 - 2001 - 2003 - 2009 - 2013 - 2015 - 2017 - 2019 ) وتأهل منتخب درجة الشباب 3 مرات لكأس العالم للشباب في الأعوام ( 1979 - 1997 - 2017 ).